# Karl Friedrich Schall
Karl Friedrich Schall (* 16. März 1859 in Öhringen; † 19. September 1925 in Oberhofen am Thunersee, Schweiz) war ein deutsch-britischer Feinmechaniker und Mitbegründer des Unternehmens Reiniger, Gebbert & Schall in Erlangen.
Karl Schall wurde am 16. März 1859 in Öhringen bei Stuttgart als Sohn des Rechtsanwalts Wilhelm Schall geboren. Von 1877 bis 1879 machte er in Tübingen bei dem Universitätsmechaniker C. Erbe die Ausbildung zum Feinmechaniker. Nachdem er von 1880 bis 1881 den Einjährig-Freiwilligen-Dienst beim Militär abgeleistet hatte, ging er auf Wanderschaft in die Schweiz, nach Paris und London.
Zurückgekehrt nach Stuttgart eröffnete er 1883 eine eigene Werkstatt v. a. für Stirn-, Mund- und Kehlkopflampen. 1885 trat der Mechaniker Max Gebbert, den Schall in Paris kennengelernt hatte, als gleichberechtigter Teilhaber in die Firma ein, die sich nun „Gebbert und Schall“ nannte.
Im September 1885 lernten Schall und Gebbert Erwin Moritz Reiniger kennen, der eine ähnliche Werkstatt für elektrotechnische und physikalische Geräte in Erlangen betrieb. Am 1. Januar 1886 erfolgte der Zusammenschluss zur offenen Handelsgesellschaft „Vereinigte physikalische-mechanische Werkstätten Reiniger, Gebbert & Schall – Erlangen, Stuttgart, New York“ (RGS). Die Werkstätten in Stuttgart und New York wurden jedoch bald aufgegeben. Karl Schall leitete in der gemeinsamen Firma die Konstruktion und den Vertrieb.
Allerdings schied Schall 1888 aus der Firma aus und gründete in London mit eigenem Kapital ein Geschäft, das die Generalvertretung von RGS für Großbritannien und die Kolonien übernahm. Dabei wirkte er so erfolgreich, dass er 50 % des Gesamtumsatzes erzielen konnte. Der Kontakt zu RGS blieb bis 1910 bestehen.
1893 hatte Karl Schall in London die britische Staatsbürgerschaft beantragt und erhalten.
 Im Jahre 1912 übergab Karl Schall die Leitung der Londoner Firma seinem Sohn William und übersiedelte nach Oberhofen am Thunersee. Dort starb er 1925.
Am 24. Januar 1887 heiratete er in Dresden Johanna Schmidlin * 18. Oktober 1859 in Giessbach; † Juni 1934 in Oberhofen am Thunersee. Sie hatten drei Kinder: Wilhelm, später William genannt, * 21. April 1888 in London; † 2. Dezember 1965, Mary Jane * 27. Mai 1889 in London; † Oktober 1927 in Thun und Margarete * 25. Dezember 1890 in London; † 21. März 1937 in Bern.